# فیروزآباد (ابرکوه)
فیروزآباد (ابرکوه)، روستایی از توابع بخش مرکزی شهرستان ابرکوه در استان یزد ایران است.
از نژاد های معروف حیوانات در این روستا میتوان به سگ فیروزآبادی اشاره کرد یکی از وحشی ترین سگ های حاضر در طبیعت هستند. سگ فیروزآبادی از تمیز ترین سگ های حیات وحش است.

## جمعیت
این روستا در دهستان تیرجرد قرار دارد و براساس سرشماری مرکز آمار ایران در سال ۱۳۸۵، جمعیت آن ۲۰۲ نفر (۵۷خانوار) بوده‌است.